# Combertault
Combertault is een gemeente in het Franse departement Côte-d'Or (regio Bourgogne-Franche-Comté) en telt 415 inwoners (2004). De plaats maakt deel uit van het arrondissement Beaune.

## Geografie
De oppervlakte van Combertault bedraagt 3,9 km², de bevolkingsdichtheid is 106,4 inwoners per km².
De onderstaande kaart toont de ligging van Combertault met de belangrijkste infrastructuur en aangrenzende gemeenten.

## Demografie
Onderstaande figuur toont het verloop van het inwonertal (bron: INSEE-tellingen).